# Frank van den Abeele
Frank van den Abeele, nacido el 3 de enero de 1966 en Alost, es un ciclista belga, que fue profesional de 1988 a 1997.

## Palmarés
1987
- 1 etapa del Tour de Valonia

1990
- 3º en el Campeonato de Bélgica en Ruta

1991
- 1 etapa de la Vuelta a Galicia
- Gran Premio de Valonia
- Circuito de la Frontera

1992
- Gran Premio de Fráncfort

1993
- Omloop Mandel-Leie-Schelde

1996
- 1 etapa del Tour de Bretaña

## Resultados en las grandes vueltas
| Carrera         | 1988 | 1989 | 1990 | 1991 | 1992 | 1993 | 1994 | 1995  | 1996 | 1997 |
| --------------- | ---- | ---- | ---- | ---- | ---- | ---- | ---- | ----- | ---- | ---- |
| Giro de Italia  | -    | -    | -    | -    | -    | -    | -    | 121.º | -    | -    |
| Tour de Francia | -    | -    | -    | 90.º | -    | -    | -    | -     | -    | -    |
| Vuelta a España | -    | -    | -    | -    | -    | -    | -    | -     | -    | -    |
| Mundial en Ruta | -    | -    | 52.º | 58.º | -    | -    | -    | -     | -    | -    |

-: no participa

Ab.: abandono